# 非セリアック・グルテン過敏症
非セリアック・グルテン過敏症（ひセリアック・グルテンかびんしょう、英: non-celiac gluten sensitivity、以下NCGS）またはグルテン過敏症（グルテンかびんしょう）は、「グルテンを含む食品を食べることによって腸の内外にもたらされ、食べないことによって改善される、という疾患のうち、セリアック病と小麦アレルギーを除いたもの」と定義される。グルテン関連障害に含まれる。3つの合意形成会議によって定義と診断基準が設けられた。
NCGSの発症過程はまだよく分かっていないが、グルテンおよび含グルテン穀物（小麦、ライ麦、大麦など）の蛋白質が関与する 。その蛋白質は複数類あり、特に、グルテンの主な細胞毒性抗原であるグリアジンが指摘されている。NCGS患者の消化器系の症状を引き起こすものとして、含グルテン穀物から摂取されて小腸に吸収されにくい短鎖の炭水化物であるFODMAPが着目されている。しかし、これは他のNCGS症状につながるものではない。そういった理由から、病としてのNCGSには論争が多く 、その存在を疑う者もいる 。そこでは「非セリアック・小麦過敏症」（non-celiac wheat sensitivity）といった名称が主張されたりするが、小麦以外の含グルテン穀物もNCGSの症状に関与する。
NCGSは、グルテン関連障害のうち最も頻繁 で、一般人の 0.5 - 13 %が患う 。NCGS自体を病として診断し抜くための健康指標はなく、他のグルテン関連疾患（セリアック病と小麦アレルギー）を否定診断するところに残る可能性としてNCGSの名が浮かび上る 。NCGSの患いが考えられるところでも、厳密な基準による診察でなかったり、「グルテン・フリー食」の流行による衝動があったり、過敏性腸症候群等との区別が難しかったり、事情は曖昧でありうる 。NCGS患者は、専門家による明確な診断と適切な治療が施されない「未開の地」で過ごしている。彼らの大半は、何らかの不健康を長く患っていたところ、それをあらゆる医者に訴えるも改善が見られず、残された道として自分をグルテン過敏症と診断してグルテン・フリー食に励んでいる、とみられる。